# Papillaria brotheri
Papillaria brotheri là một loài Rêu trong họ Meteoriaceae. Loài này được Herzog mô tả khoa học đầu tiên năm 1920.